# Јеврем Грујић
Јеврем Грујић (Даросава, 8. новембар 1826. или 1827 – Београд, 15. септембар 1895) био је српски правник, политичар и дипломата. Грујић је био попечитељ правосудија у Влади Филипа Христића, министар унутрашњих дела у првој Влади Стевче Михаиловића, члан Државног савета и посланик Краљевине Србије у Цариграду, Лондону, Паризу и Бриселу.
Један је од оснивача Дружине младежи српске, а био је и учесник Мајској скупштини у Сремским Карловцима, секретар Светоандрејске скупштине, председника Уједињене омладине српске и члан Друштва српске словесности.

## Биографија
Родио се Јеврем у јесен 1829. године у селу Даросави (стара верзија), округа београдског. Деда Грујица био је јунак на гласу, а током боја на Карановцу је рањен. Отац Пантелија (по оцу Грујић) био је у кнежевини Србији начелник Колубарског среза.
Основну школу учио је у Венчанима, Барошевцу, Брезовцу и Даросави. Године 1841. је прешао на школовање у Београд, где је уписао Гимназију. Слушао је две године филозофију, па правне науке. Као ђак Лицеја (од 1846) учествовао је у оснивању Дружине младежи српске 1847. године. Био је 1848. године на Мајској скупштини у Карловцима, а када се вратио у Србију, упутио се у Крагујевац. На скупштини у Крагујевцу је написао молбу 17 округа у Србији упућену српском кнезу, у вези државне аутономије. Био затим је државни питомац током студија права у Хајделбергу и Паризу, где је стекао лисанс права 1854. године. Због критичких опаски на рачун власти у Србији у брошури Slaves du Sud Ou le Peuple Serbe avec Les Croates et Les Bulgares, Aperçu de leur Vie Historique, Politique et Sociale, Paris, 1853, коју је написао са Милованом Јанковићем, изгубио је државну стипендију, те се вратио у земљу. У новембру 1853. године поново је отишао у Париз, где 1854. године добија службу у канцеларији правне секције и довршава студије.
По повратку у Србију укључио се у круг либерала, у коме су били и Милован Јанковић, Алимпије Васиљевић, Јован Бошковић, Владимир Јовановић и други. Сматран је њиховим интелектуалним вођом. Од 1854. до 1859. године радио је као државни чиновник. Као секретар Светоандрејске скупштине 1858. године играо је значајну улогу у смени кнеза Александра Карађорђевића кнезом Милошем Обреновићем. Тада је, захваљујући њему, изгласан и Први закон о народној скупштини. Био је помоћник министра унутрашњих дела и правде 1859—1860. године, када је постао и министар правде у првој влади кнеза Михаила, али је убрзо, као и сви либерали, пао у немилост и пребачен за судију Великог суда. Повод за напуштање владе 16. јуна 1861. године било је његово разилажење са министром унутрашњих дела; Грујић је бранио независност судства. Осуђен је 1864. године, као и друге судије Високог суда, на три године затвора и лишавање грађанске части, а поводом ослобађајуће пресуде у Мајсторовићевој афери. Том приликом је засметао режиму јер је ослобођено укупно 36 политичких затвореника. Тамновао је Карановачкој касарни; помилован је следеће 1865. године.
По изласку из затвора живео је у Београду као "приватан човек", које је власт спречавала деловање. Након учешћа на скупштини омладинској у Новом Саду 1866. године намеравао је безуспешно да у Београду покрене политички лист. Власт није хтела да потврди ни његов избор у варошки савет у Београду 1867. године. Дана 6. августа 1867, на Другој скупштини која је одржана у Београду, изабран је за председника Уједињене омладине српске.
Године 1869. постао је дипломатски представник у Цариграду и члан Државног савета. Живео је 1874. године у Београду као државни саветник. Грујићу је припала част да примерак Устава изгласаног 1869. године без одобрења Порте и Русије, преда турском министру Али-паши.
Политички утицај Грујића је ових година опао, пошто је Јован Ристић преузео вођство либералне групације.
Постао је министар унутрашњих дела 1875. године и министар правде у Акционом министарству 1875. године, које је водило са Турском 1876—1878. године. У периоду 1880-1892. године је био посланик у Цариграду, Лондону, Паризу и Бриселу.
Ступа 1855. године као члан у београдско елитно Друштво српске словесности. Године 1889. изабран је за председника Читаонице београдске.
Његова кућа у Светогорској 17 у Београду је под заштитом државе као споменик културе од великог значаја . Кућа је из 1896. године и дело је архитекте Милана Капетановића (1859 — 1934). Данас се у кући налази први приватни музеј у Србији: Дом Јеврема Грујића - Збирка Шећеровић - Цонић.

### Породичне прилике
Јеврем Грујић и супруга му Јелена имали су сина Славка и кћерке Мирославу - Мирку и Стану. Стана се удала за Стевана Ћурчића и имала ћерке Јелену и Милицу. Јелена се удала за дипломату Милана Милојевића и имала ћерке Милицу и Милену. Милица се удала за Вукашина Шећеровића и има синове Милана и Лазара а Милена за Миливоја Наумовића и имала ћерку Миљану и сина Борана. Милан Шећеровић има синове Вука и Луку. Миљана Наумовић Цонић има сина Александра - Алека. Боран има сина Михајла и ћерку Милену.

## Дела
- 'Обзор државе', Невен слоге, Београд 1949.
- , Париз, 1853.
- Правни претрес пропасти великог суда (у Србији 1864), Нови Сад 1867.
- Записи, I-III (Београд, 1922, 1923).
- Животопис Јеврема Грујића, Аранђеловац, 2009.